# Mikrofiltration
Die Mikrofiltration ist ein Verfahren zur Filtration durch Membranen mit einer Porengröße > 0,1 µm (siehe Membrantechnik #Porengröße und Selektivität). Dagegen liegt die Porengröße bei der Ultrafiltration unter 0,1 µm. Außerdem unterscheiden sich die beiden Verfahren in ihren Membranstrukturen und Filterwerkstoffen.
Beides sind rein physikalische (mechanische) Membrantrennverfahren. Sie trennen nach dem Prinzip des mechanischen Größenausschlusses (Filtrationsprinzip), d. h. alle Partikel in den Fluiden, die größer als die Membranporen sind, werden von der Membran zurückgehalten. Treibende Kraft in beiden Trennverfahren ist der Differenzdruck zwischen Zulauf und Ablauf der Filterfläche, der zwischen 0,1 und 10 bar liegt.
Die Filterfläche kann je nach Anwendungsfall aus Edelstahl, Kunststoff, Keramik oder textilem Gewebe bestehen. Mikrofiltration wird bevorzugt zur Filtration von Getränken und Öl angewendet sowie zur Vorfiltration. Die verschiedenen Erscheinungsformen der Filterelemente werden nachfolgend beschrieben.

## Kerzenfilter
Der Kerzenfilter besteht in der Mikrofiltration aus einem Filtergehäuse und einer oder mehreren darin eingesetzten Kerzen, durch die das Fluid von außen nach innen strömt.
Die Kerzen können unterschiedlich aufgebaut sein. Eine typische Ausführung sind Wickelkerzen, die aus einem Faden aus Synthetik oder natürlichem Material gewickelt sind. Andere Kerzen können je nach Anwendung aus Keramik, Metall (Sintermetall oder mehrlagigem Metallgewebe) bestehen. Darüber hinaus gibt es Kerzen mit austauschbaren Filtermedien (meist textilen Ursprungs), die jedoch eher in der kuchenbildenden Filtration eingesetzt werden. Ausnahmen sind bespannbare Filterkerzen in Anwendungen, bei denen mit Voranschwemmung (= Precoatierung) gearbeitet wird, dabei erfolgt die Mikrofiltration in einer Art Tiefenfiltration im vorangeschwemmten Filterkuchen des Filterhilfsmittels.
Die Vorteile geschlossener Kerzenfilter sind ein geschlossenes Filtersystem ohne jegliche Tropfverluste und eine gute Regenerierbarkeit. Ein Nachteil besteht in der teilweise deutlich höheren Anforderung an die Vorbereitung und Vorklärung der Produkte, um vorzeitige, teure Verlegungen der Kerzen zu vermeiden.
Die Kombination eines Schichtenfilters mit einem Membran-Endfilter vor der Abfüllung in der Getränkeindustrie ist eine zuverlässige Variante der Vorklärung für schwer zu filtrierende Produkte.
Ein Servicefilter für die Versorgungsmedien Kaltwasser und Heißwasser, Dampf und Lauge vermeidet Sekundärprobleme durch partikulär verunreinigte Regenerations- und Sterilisationsmedien und gewährleistet eine bestmögliche Regeneration.
Als Kerzen-Vorfilter wurden zum wirksamen Schutz eines nachgeschalteten Membranfilters optimiert:
- eine plissierte Konfiguration, bestehend aus Glasfaser-Vorfiltervlies und einer Membran mit 1,2 µm oder 0,8 µm Porengröße
- gewickelte, asymmetrische Polypropylen-Matrix mit einer validierten Abscheiderate von 1 µm oder 0,5 µm (β-Wert 5.000).
- ein weiterer Typ aus aufeinander abgestimmten, plissierten Lagen aus Polypropylenvliesen. Er ist gekennzeichnet durch mechanische und chemische Stabilität sowie eine exzellente Regenerierbarkeit. Für diese Kerze gibt es inzwischen viele Einsatzgebiete, z. B. in der Getränkefiltration als validierte 1-µm-Vorfilterkerze für Weine aus südlichen Anbaugebieten mit niedriger Kolloid-Belastung.

## Flachmembranen
Flachmembranen sind Vliese, keramische Gießlinge oder Polymermembranen, die in flacher Form hergestellt werden. Sie spielen in großtechnischen Anwendungen kaum eine Rolle.

## Taschenfilter
Taschenfilter sind sackartige Gebilde aus Textilien oder Papier. Sie werden in der Regel als Vorfilter verwendet.

## Hohlfasermodule

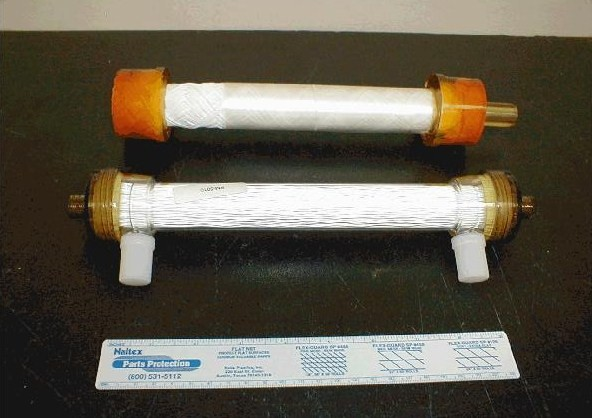
Hohlfasermembranmodule

Zu Hohlfasermodulen von wenigen Quadratmillimetern bis zu ca. 100 Quadratmetern Filterfläche werden Hohlfasern (auch Kapillarmembranen oder Hohlfäden genannt) mit einer Länge von 2 bis über 200 cm zusammengefasst. Die Hohlfasern werden an beiden Enden gegen hydraulischen Kurzschluss vergossen (gepottet), so dass sie nicht axial durchströmt werden können. Stattdessen dienen ihre Wände als Membran. Ihr Vorteil ist die Unterbringung einer großen Filterfläche auf engstem Raum sowie die im Allgemeinen geringen Herstellkosten.
Mikrofiltrationsmodule aus Hohlfasern  werden angewendet in der Medizin (Plasmapherese, in-line-Partikelfiltration bei Infusionen, Steril-Filtration) und in der Wasserfiltration (Trinkwasser: Point-of-Use, Umkehrosmose-Vorfiltration).